# 縦列駐車

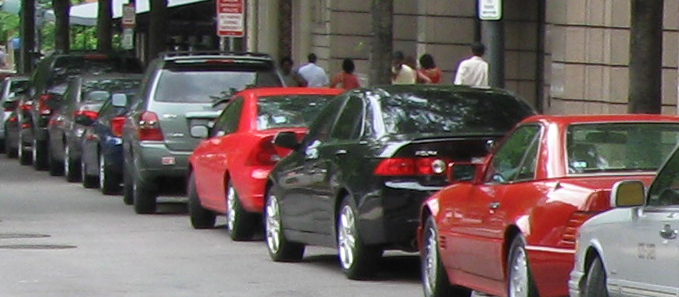
ワシントンD.C.での縦列駐車

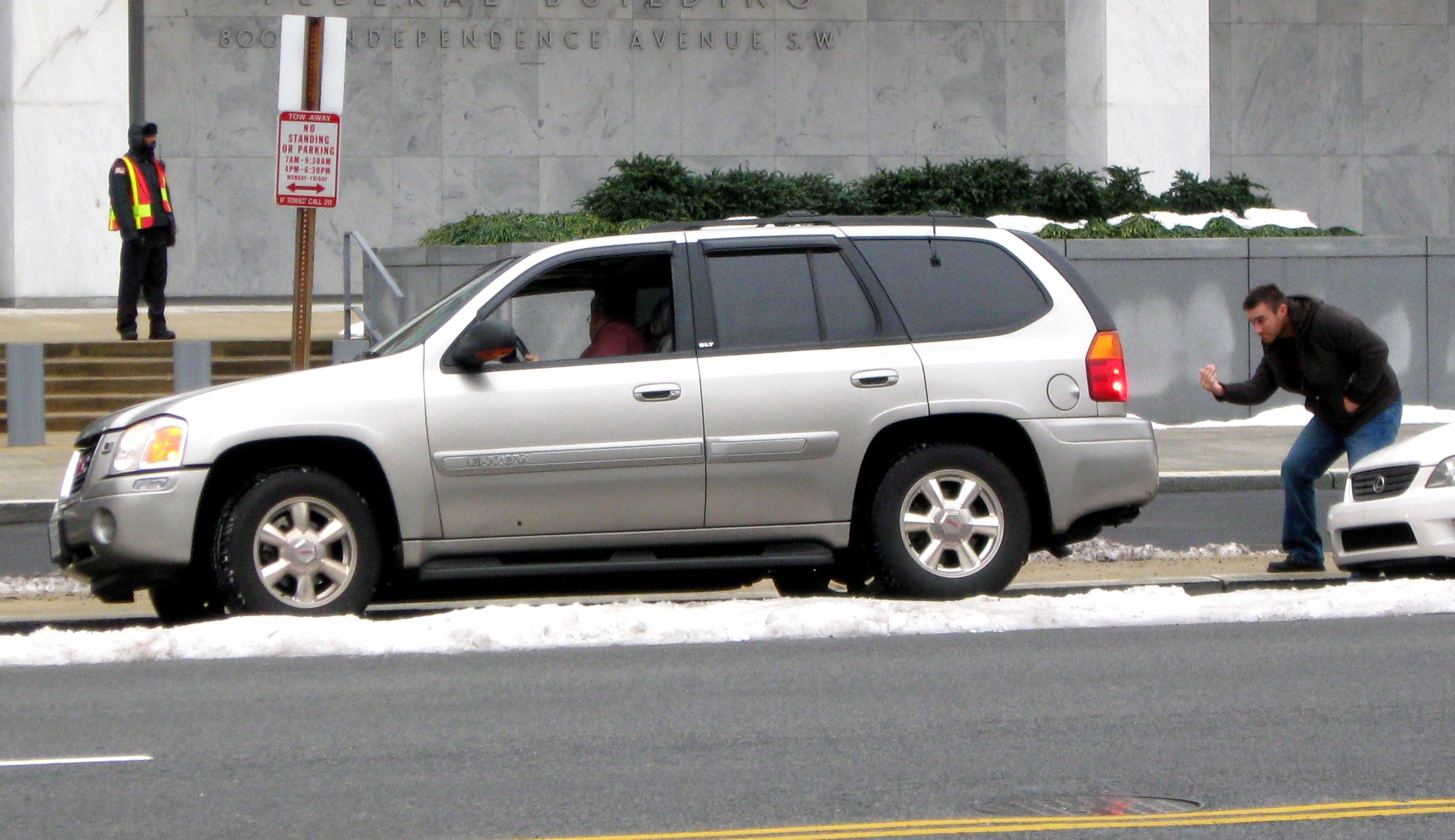
外部からの誘導を得ながらの縦列駐車

縦列駐車のアニメーション（右側へ行う場合）

縦列駐車（じゅうれつちゅうしゃ）は、一列に並んで駐車してある他の車両と車両の間に、さらに車両を駐車する手法である。自動車は縁石と平行に一列となり、車同士でフロントバンパーとリアバンパーが向き合うことになる。縦列駐車を行うには、まず停める位置を少し通り過ぎてから、バックで止める位置に入れていく。うまく入らなかった場合、切り返しで調節することもある。

## 概要
前後に並んだ2台の車の間に前進で駐車しようとする場合、間の空きスペースが車の長さの約3倍必要となる。一方、バックで縦列駐車を行うと、車の長さの約1.5倍のスペースがあれば駐車することができる。

## 手順
縦列駐車の手順は、ハンドルをどのように回すかで大きく2つに分けられる。
慣熟者の場合、バックしながらハンドルを左に切り続け、途中で右に切っていくことで縦列駐車をすることができる場合もある（右側通行の地域など、道路の右側に縦列駐車する場合はこの逆となる）。初心者や大きい車でこのようにやると前後にぶつける、あるいは道路の端に寄り切らないなど、失敗することもある。そのような場合、いったん隙間に入るのに適当な角度をつけてからハンドルをまっすぐに戻し、駐車スペースにある程度入れてからハンドルを右に切る、という手順も存在する。この場合、ハンドルの位置は左右の目一杯（ロックトゥロック）と直立の状態しか使わないので、常に回し続けるよりも操作としては容易となる。
2009年にルール大学ボーフムで行われた調査によれば、性別によって駐車がうまくいくか違う傾向にあるかも知れないとされた。その調査では、女性が縦列駐車を行うと、平均して男性より20秒時間がかかり、そしてうまく入る確率も男性より低かったという。
21世紀に入り、車に取り付けたセンサーやコンピュータを駆使し、自動で縦列駐車を行う車も市販されている。

## 駐車設備
公的に路上への駐車を認める区間では、車線あるいは路肩に相応のスペースが確保されている。また、自動車が多く駐車場が不足しがちな都市部では、駐車禁止場所であっても路肩へ縦列駐車が行われることもある。
道路上への駐車を認めている場合も、道路が混雑するラッシュアワーには車線を空けるために駐車できないことがある。また、1台ごとに区画線が引いてあるパーキングメーターによって料金を徴収しているところもあれば、小さい車であれば詰めて止められるように区画線がなく、料金はパーキングチケットで管理するところもある。
路上に縦列駐車された車両は車線を塞ぐだけでなく、死角を増やしたり、隙間から出てくる歩行者や縦列駐車に出入りする車、開くドアなどに備えて減速する必要が生じ、交通容量の低下を招く。